# Eurymastinocerus niger
Eurymastinocerus niger är en skalbaggsart som först beskrevs av Henry Stephen Gorham 1881.  Eurymastinocerus niger ingår i släktet Eurymastinocerus och familjen Phengodidae. Inga underarter finns listade i Catalogue of Life.